# Гессан, Эванн
Эва́нн Людови́к Виджаннаньи́ Гесса́н (фр. Evann Ludovic Vidjannagni Guessand; 1 июля 2001, Аяччо) — французский и ивуарийский футболист, нападающий клуба «Астон Вилла» и сборной Кот-д'Ивуара.

## Клубная карьера
Эванн Гессан родился в городе Аяччо. Футболом начинал заниматься в футбольной школе клуба «Ницца». С 2018 года футболист выступал за вторую команду «Ниццы». В первой команде Гессан дебютировал 5 января 2020 в матче на Кубок Франции.
В октябре 2020 для набора игровой практики Гессан отправился в аренду в швейцарскую «Лозанну». После возвращения из аренды Гессан в составе «Ниццы» добрался до финала национального кубка летом 2022 года. После этого он снова был отправлен в аренду. Его новым клубом стал клуб Лиги 1 «Нант», с которым он заключил арендное соглашение до конца сезона. Первую игру в составе «Нанта» Гессан провел в турнире Лиги Европы против греческого «Олимпиакоса».

## Карьера в сборной
На международном уровне Гессан дебютировал в 2017 году в составе юношеской сборной Франции.